# Morgan Hurd
Morgan Elizabeth Hurd (Wuzhou, 18 luglio 2001) è una ginnasta statunitense, campionessa del mondo nel concorso individuale nel 2017.
Vive a Middleton, Delaware. 
Fino al 2021 si allenava alla First State Gymnastics con Slava Glazounov e Cleo Washington.

## Carriera senior

### 2017
Il 2017 è stato il primo anno della Hurd come senior. Ha fatto il suo debutto internazionale alla Coppa del mondo di Stoccarda, dove è arrivata terza dietro a Tabea Alt della Germania e Angelina Melnikova della Russia.
Ad aprile ha gareggiato al Trofeo di Jesolo e ha aiutato gli Stati Uniti a concludere la gara al primo posto.
A luglio ha partecipato agli U.S. Classic dove si è piazzata al 6 ° posto alla trave e 2 ° al corpo libero, dietro a Jade Carey. Ad agosto, ha partecipato ai Campionati Nazionali dove si è classificata sesta nel concorso individuale, ottava alle parallele, quinta alla trave e decima al corpo libero. Essendo arrivata tra le prime sei nell'all around, viene inserita nella squadra nazionale di ginnastica femminile degli Stati Uniti.
A settembre, la Hurd viene selezionata per rappresentare gli Stati Uniti, insieme a Ragan Smith, Jade Carey e Ashton Locklear, ai Campionati mondiali di Montréal. Durante le qualifiche, riceve un 14.466 al volteggio, alle parallele 14.333, alla trave ha ottenuto 13.500, qualificandosi seconda nella finale per attrezzo. Ha terminato le qualifiche al corpo libero per un punteggio di 12.533. Il suo punteggio complessivo di 54.832 le ha permesso di qualificarsi 6ª nella finale all around. In quest'ultima, la Hurd ha ottenuto una vittoria a sorpresa con un punteggio totale di 55.232, 0.1 punti davanti alla medaglia d'argento Ellie Black del Canada e 0,4 davanti alla medaglia di bronzo Elena Eremina della Russia. Due giorni dopo, nella finale alla trave, ha terminato la gara in seconda posizione e ha vinto la medaglia d'argento, dietro la tedesca Pauline Schäfer.

### 2018
La Hurd inizia la stagione gareggiando all'American Cup a Chicago nel mese di Marzo. Porta a termine quattro solidi esercizi, mostrando alcuni nuovi elementi. Ottiene il più alto punteggio di giornata alle parallele, alla trave e al corpo libero, vincendo il concorso individuale con un totale di 56.599.
Il 28 luglio, gareggia ai 2018 U.S. Classic, dove arriva terza nell'all-around dietro Simone Biles e Riley McCusker, nonostante una caduta alla trave. Ha anche concluso al terzo posto alle parallele e al corpo libero.
Ad agosto, partecipa ai Campionati Nazionali dove si piazza seconda nell'all around dietro alla Biles, terza alle parallele, e terza al corpo libero. Conquista la quarta posizione alla trave, rendendo lei e la Biles le uniche concorrenti a piazzarsi tra le prime quattro in ogni finale a cui hanno partecipato. Viene nominata per la terza volta consecutiva membro della squadra nazionale.
Ad ottobre la Hurd partecipa al campo di selezione della squadra per i mondiali. Durante la competizione, una performance traballante la porta al quarto posto dietro a Biles, McCusker e McCallum nel concorso individuale, quarta alle parallele, quinta al volteggio, sesta alla trave e settima al corpo libero. Il giorno seguente viene inclusa nella squadra per i Campionati del mondo 2018. 
A Doha la Hurd si qualifica per la finale all around al secondo posto dietro alla Biles, al quarto posto per la finale al corpo libero, e al quinto posto per la finale alle parallele. 
Durante la finale a squadre, la Hurd gareggia a volteggio, parallele e corpo libero. Contribuisce con i punteggi di 14.633, 14.433 e 12.966 alla vittoria della squadra americana.
Nella finale all around, la Hurd posa le mani sulla trave per evitare una caduta, ma si riprende poi con una buona prestazione al corpo libero che le permette di vincere la medaglia di bronzo dietro Biles e Mai Murakami.
Durante le finali ad attrezzo, si piazza sesta alle parallele. Vince poi la medaglia d'argento al corpo libero dietro a Simone Biles.
Con cinque medaglie mondiali, la Hurd è diventata la settima ginnasta americana più decorata della storia nei campionati del mondo, a pari merito con Kim Zmeskal e Kyla Ross.

### 2019
A febbraio è stato annunciato che la Hurd era stata selezionata per competere alla Coppa del Mondo di Tokyo in aprile. Durante la gara ha vinto l'oro davanti a Ellie Black e Asuka Teramoto.
A giugno, dopo la conclusione degli American Classic, la Hurd è stata nominata come una delle otto atlete considerate per la squadra che avrebbe dovuto competere ai Giochi Panamericani insieme a Sloane Blakely, Kara Eaker, Aleah Finnegan, Shilese Jones, Sunisa Lee, Riley McCusker e Leanne Wong.
Agli U.S. Classic a luglio, Hurd ha concluso al sesto posto dietro Simone Biles, McCusker, Grace McCallum, Eaker e Wong. Si è piazzata prima alle parallele, ottava alla trave, e undicesima al corpo libero. Dopo la competizione è stata nominata nel team per competere ai Giochi Panamericani insieme a Eaker, Finnegan, McCusker e Wong.
Ai Giochi Panamericani la Hurd ha gareggiato su tutti e quattro gli attrezzi, contribuendo all'oro degli USA nella finale a squadre.
Ai Campionati nazionali, la Hurd ha gareggiato su tutti e quattro gli attrezzi il primo giorno di gara, ma è caduta durante il corpo libero e ha concluso la prima giornata all'ottavo posto nella classifica generale. 
Il secondo giorno di gara è stata in grado di esibirsi in modo pulito su tutti gli attrezzi e ha chiuso al quarto posto dietro Simone Biles, Sunisa Lee e Grace McCallum. Inoltre, ha vinto l'argento alle parallele dietro Lee e si è classificata quinta alla trave e tredicesima al corpo libero. Di conseguenza, è stata aggiunta alla squadra nazionale.
A settembre la Hurd ha partecipato al campo di selezione in vista dei mondiali e si è classificata nona con un punteggio di 54.100 dopo aver commesso errori sia al corpo libero che alle parallele. Il secondo giorno di competizione, la Hurd ha gareggiato a parallele e trave dove ha registrato rispettivamente il quarto e il terzo punteggio più alto. Dopo il campo di due giorni, la Hurd è stata nominata come riserva per la squadra dei Mondiali insieme a Leanne Wong.

### 2020
A febbraio viene annunciato che la Hurd avrebbe partecipato all'American Cup il 7 marzo 2020. Il giorno della gara totalizza 55,832 punti (14,333 al volteggio, 14,133 alle parallele, 13,733 alla trave e 13,666 al corpo libero) vincendo così per la seconda volta in carriera l'American Cup.

### 2021
Il 22 maggio prende parte ai GK Classic, dove gareggia solo a trave e corpo libero, ottenendo rispettivamente 13,200 e 12,900. 
Il 4 e 6 giugno partecipa ai Campionati Nazionali, gareggiando nuovamente solo a trave e corpo libero in entrambe le giornate, e ottenendo rispettivamente 10,300 e 12,600 il primo giorno, e 11,600 e 12,600 il secondo. A seguito di questi risultati, non viene convocata per gli Olympic Trials.
Il 13 novembre annuncia che in primavera avrebbe cominciato a frequentare l'Università della Florida, per la quale gareggerà nel campionato universitario di ginnastica artistica NCAA.